# Kurt Lundqvist
Kurt Lundqvist (né le 20 novembre 1914 et mort le 26 mars 1976) est un athlète suédois, spécialiste du saut en hauteur.

## Biographie
Il remporte le concours du saut en hauteur des Championnats d'Europe 1938, à Paris, en devançant avec un saut à 1,97 m les Finlandais Kalevi Kotkas et Lauri Kalima.

### Palmarès
| Date | Compétition           | Lieu  | Résultat | Marque |
| ---- | --------------------- | ----- | -------- | ------ |
| 1938 | Championnats d'Europe | Paris | 1er      | 1,97 m |

### Records
| Épreuve         | Performance | Lieu     | Date         |
| --------------- | ----------- | -------- | ------------ |
| Saut en hauteur | 1,98 m      | Göteborg | 28 août 1937 |